# Helmut Stief
Helmut Stief (* 6. Mai 1906 in Siegen; † 2. Oktober 1977 in Frankfurt am Main) war ein deutscher Stenograf und Erfinder des Stenografiesystems Stiefografie, auch Stiefo und Rationelle Stenografie genannt.

## Leben
Helmut Stief besuchte das Realgymnasium in seiner Heimatstadt Siegen. Dieses verließ er 1921, um in einer Möbelfabrik das Schreinerhandwerk zu erlernen. Nach der dreijährigen Lehrzeit, die eine praktische und kaufmännische Ausbildung umfasste, besuchte Stief 1924 die einjährige Höhere Handelsschule der Stadt Siegen, um seine kaufmännischen Kenntnisse zu vervollkommnen. An Ostern 1925 verließ er die Schule mit dem besten Zeugnis der Klasse. Anschließend trat er in das Geschäft seines Vaters, der Möbelvertretungen hatte, als Reisender und Handelskorrespondent ein. Schließlich wechselte Stief zum Journalismus über. Diese Tätigkeit übte er dann bis zu seiner Einberufung als Soldat im Jahre 1943 aus. Er wurde während des Zweiten Weltkrieges an Stellen eingesetzt, wo er seine hervorragenden Stenografiekenntnisse einsetzen konnte. Nach dem Krieg wurde Stief von der thüringischen Landesregierung als Pressechef eingestellt und kurz darauf zum Direktor beim Thüringer Landtag befördert.
Im Jahre 1948 wurde Helmut Stief von der sowjetischen Besatzungsmacht wegen angeblicher Agententätigkeit, Zugehörigkeit zu einer in der sowjetischen Besatzungszone verbotenen Partei u. a. zu einer Gesamtstrafe von 130 Jahren verurteilt. Die Haft verbrachte Stief als politischer Gefangener im Zuchthaus Bautzen. 1956 erfolgte seine Entlassung.
Helmut Stief zog schließlich nach Frankfurt am Main und war dort als Presse- und Parlamentsstenograf tätig. Er verfasste mehrere stenografische Lehrbücher und erteilte vor allem an Volkshochschulen  Unterricht in dem von ihm entwickelten System.

## Wirken auf stenografischem Gebiet
Helmut Stief war bereits als Kind fasziniert davon, dass eine Freundin seiner Schwester in der Sprechgeschwindigkeit eines Menschen schreiben konnte. Durch dieses Erlebnis fasste er den Entschluss, Stenografie zu erlernen.

### Ausbildung und Wettschreiben
1920 erlernte er die Gabelsberger-Kurzschrift. 1922 erreichte er bei seinem ersten Wettschreiben 120 Silben pro Minute und gewann seinen ersten Preis. Bei dem gleichzeitig veranstalteten Schön- und Richtigschreiben hatte er die beste Arbeit abgegeben. Im Jahr 1923 gelang es ihm, mit 200 Silben einen Preis zu gewinnen. Auf dem stenografischen Unterverbandstag von Südwestfalen bekam er den Wanderpreis für eine Schreibgeschwindigkeit von 240 Silben pro Minute.
Auf der Höheren Handelsschule musste Stief 1924 das Kurzschriftsystem Stolze-Schrey als Pflichtfach erlernen, mit dem er 220 Silben pro Minute schaffte. In den folgenden Jahren erteilte er auch Unterricht in Stolze-Schrey.
Im Jahre 1924 wurde die Deutsche Einheitskurzschrift geschaffen und löste noch zu Stiefs Schulzeit an der Höheren Handelsschule das System Stolze-Schrey ab. In Einheitskurzschrift gab er seit November 1924 Unterricht und bildete bis Ende 1926 annähernd 300 bis 400 Schüler aus. Im Juni 1925 erreichte Stief als 19-Jähriger auf dem Deutschen Stenographentag in München die damalige Höchstleistung von 220 Silben in Einheitskurzschrift.
Eine weitere neue deutsche Höchstleistung in der noch neuen Einheitskurzschrift schaffte Helmut Stief am 3. Oktober 1926 auf dem Verbandstag der rheinisch-westfälischen Stenographen in Dortmund, als er 360 Silben schrieb. Dies erreichte er nach eigenem Bekunden durch fortgesetztes Üben von ein paar Stunden täglich. Sein Grundsatz war: „Nur durch Regelmäßigkeit im Üben kann der Erfolg kommen, und dann kommt er sicher.“

### Weltrekorde durch Stief
Bei dem Wettschreiben des Unterverbandstages Südwestfalen im Januar 1927 schaffte Stief als 20-Jähriger 440 Silben in der Minute, was auch Welthöchstleistung bedeutete. Er lieferte eine fast fehlerlose Arbeit ab. Diese Schreibgeschwindigkeit schafften in Deutschland bis zu diesem Zeitpunkt nur der Gabelsbergeraner Opfermann und der Stolze-Schreyaner Frangen. Nun gelang dies auch mit der Deutschen Einheitskurzschrift.
Wiederholt überbot Stief seinen eigenen Weltrekord, nämlich 1928 bei einem Wettschreiben auf der Tagung des Industrieverbandes am 13. November 1927 in Recklinghausen mit 450 Silben und am 4. März 1928 auf der Tagung des Industrieverbandes in Essen mit 480 Silben pro Minute. Diesen Weltrekord hielt Stief 34 Jahre lang, von 1928 bis 1962.

### Schaffung der Stiefografie
Helmut Stief erteilte viele Jahre Unterricht in der Deutschen Einheitskurzschrift. Dadurch kam er zu dem Ergebnis, dass die Einheitskurzschrift ein viel zu umfangreiches Regelwerk hat, einen zu langen und zu großen Lernaufwand erfordert und sie deshalb schwer erlernbar ist. Stiefs Ziel war die Schaffung eines Systems, das in sehr kurzer Zeit und einfach erlernbar ist. Innerhalb von acht Jahren schuf Helmut Stief ein neues Stenografiesystem, das er mit dem Wortspiel Stiefografie (zu Stenografie) bezeichnete. Die Stiefografie wurde 1966 erstmals veröffentlicht und unterrichtet. Stief entwickelte neben der kürzellosen Grundschrift auch eine Geschäftsschrift (jetzige Bezeichnung „Aufbauschrift“) für sehr hohe Schreibgeschwindigkeiten. Obwohl er bereits im Seniorenalter war, schrieb Stief mit der Stiefografie 300 Silben pro Minute.
Stief hatte nach eigenem Bekunden bis 1977 bereits 40.000 Anhänger seines Systems gefunden. Es wird weiterhin im Fernstudium und an Volkshochschulen unterrichtet.